# 송도원

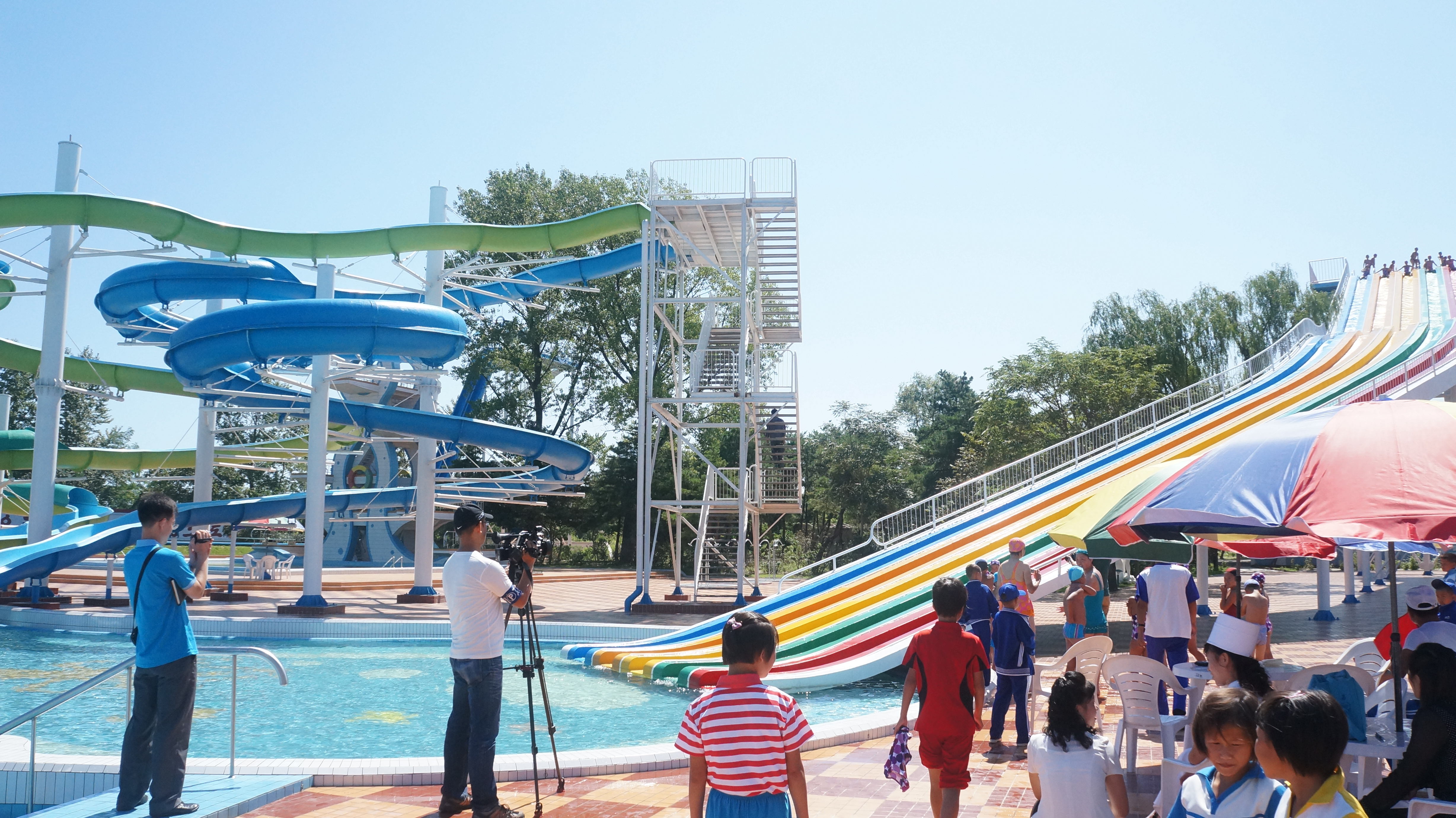
송도원국제소년단야영소 (2014년 8월)

송도원(松濤園)은 조선민주주의인민공화국 강원도 원산시 송흥동에 위치한 명승지이다. 폭 40~100cm, 길이 2.7km의 모래 해변을 따라 해수욕장이 조성되어 있으며, 소나무 숲이 울창하다. 갈마반도 안쪽 원산만에 위치하기 때문에, 해안의 수심이 얕다.
일제 강점기 시대였던 1923년 5월 28일에 일본인에 의하여 원산해수욕주식회사(元山海水浴株式會社)가 설립되었고, 이후 골프장, 호텔 등 부대 시설이 건립되었다. 당시 회사의 설립에는 남만주철도의 후원이 있었다.
조선민주주의인민공화국 수립 이후 송도원 일대에는 송도원청년야외극장, 송도원국제소년단야영소 등의 시설이 세워졌다. 청년야외극장은 1965년 건설된 뒤 2009년 대대적으로 개보수되었다. 국제소년단야영소는 1960년 송도원중앙소년단야영소라는 이름으로 생겨난 뒤 1985년 현재의 이름으로 개편되었으며, 1993년과 2014년 두 차례의 재건축이 있었다. 2014년 9월 23일에는 야영소로 이어지는 철도인 송도원선과 송도원역이 신설되어, 평양-송도원, 청진청년-송도원, 해주청년-송도원 간 열차가 운행하고 있다.
또한 송도원에는 김일성 일가의 별장인 향산1초대소(원산특각, 원산초대소, 송도원초대소, 갈마별장)가 있다. 김정일의 전속 요리사였던 후지모토 겐지에 의하면 이곳은 김정일의 여러 초대소 중 전망이 가장 좋으며, 김정일은 생전에 이곳을 자주 찾으며 낚시나 수상 오토바이를 즐겼다고 한다. 이곳에는 최고지도자 전용 별장, 가족 별장, 수영장, 낚시터, 전용 철도역 등 다양한 시설이 있다. 2014년 가을에는 별장 입구에 길이 500m의 활주로를 갖춘 송도원비행장을 만들었다가, 2018년 말 갈마비행장 확장공사가 완공된 후 이를 철거하고 2019년 가을에 승마장으로 만들었다. 2020년 4월에 김정은이 이곳에 체류하였다고 추정된다.

## 같이 보기
- 명사십리
- 송도원청년야외극장